# Cultura di Arras
La cultura di Arras è una cultura archeologica della media età del ferro diffusasi nell'East Riding of Yorkshire, in Inghilterra. Prende il nome dal cimitero di Arras, presso Arras Farm, (53.86 ° N 0.59 ° W) nei pressi di Market Weighton, scoperto nel XIX secolo. L'entità etnica della cultura di Arras è stata associata con la tribù celtica dei Parisi, della Britannia pre-romana.

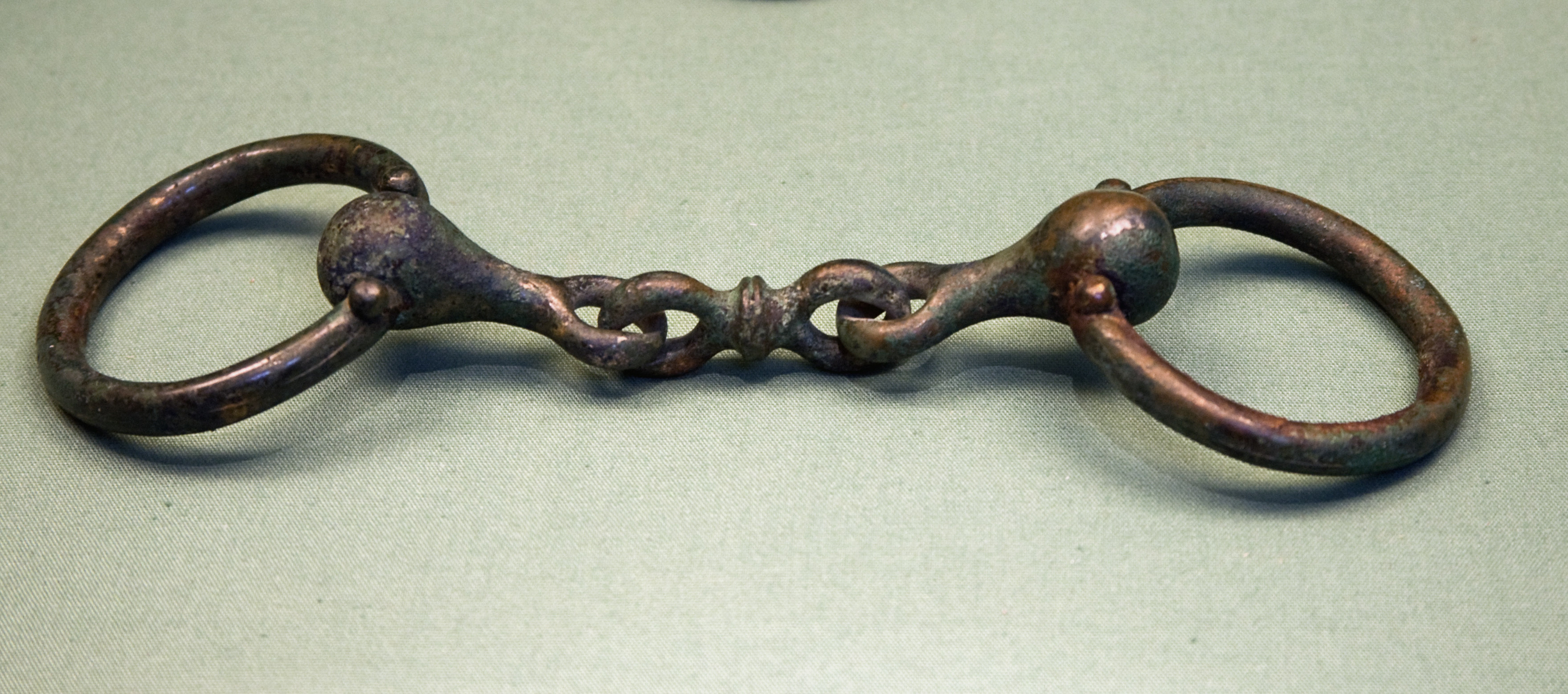
Morso per cavallo

La cultura è definita dalle sue pratiche di sepoltura, che sono rare al di fuori dell'East Yorkshire, ma si trovano frequentemente nell'Europa continentale, e mostrano alcune somiglianze con quelle della cultura di La Tène. Le inumazioni includono tombe con carro, o sepolture in recinti quadrati, o entrambe; in contrasto con le inumazioni continentali i cimiteri erano affollati, non estesi, ed i carri tipicamente smontati. Le sepolture sono state datate dalla seconda parte del I millennio a.C. alla conquista romana (circa 70 d.C.). I corredi funerari e la struttura dei carri erano principalmente in stile britannico, non continentale. Molti dei reperti archeologici sono conservati nel Museo dello Yorkshire e nel British Museum.